# Nightcore
Nightcore (abgekürzt NXC oder nxc: Wortspiel mit hXc, Abkürzung von Hardcore), auch Nightcore Edit, ist ein Musikgenre und Internetphänomen, das um ca. 2001 in Norwegen um das gleichnamige DJ-Duo bestehend aus DJ TNT und DJ SOS entstand. Der Musikstil wird vor allem als Remix verwendet und zeichnet sich durch hochgepitchte Vocals und schnelle Beats aus. Es handelt sich weniger um ein kommerzielles Musikgenre, sondern verbreitete sich insbesondere von 2010 an über diverse Anime- und Mangaforen auf YouTube.

## Entstehung
Das DJ-Duo Nightcore startete als Musikprojekt der beiden Schüler Thomas S. Nilsen (DJ TNT) und Steffen Ojala Søderholm (DJ SOS). Die beiden waren beeinflusst vom 1990er-Eurodance um Bands wie Scooter. Mit dem Programm Dance eJay begannen sie ihre kurzlebige Karriere und veröffentlichten mehrere Alben mit Remixen bekannter und unbekannterer Eurodance- und Trance-Songs über Plattformen wie LimeWire und ab 2006 auch YouTube. Wie im Eurodance üblich pitchten sie den Gesang höher, so dass eine Art Piepsgesang ertönte, und unterlegten die Musik mit 160 bis 180 Beats per minute. Ihrer Musik gaben sie wie ihrem Projekt den Namen Nightcore. Ihren Stil sahen sie vom Happy Hardcore abgeleitet. Kommerziell vermarkteten sie ihre Musik nicht. Sie verkauften ihre MP3-CDs lediglich an Freunde und DJs in ihrer Umgebung. Als 2010 LimeWire in einem spektakulären Prozess zu Schadensersatz verurteilt wurde, verschwanden viele Songs aus dem Netz. Dementsprechend sind heute im Internet lediglich zwei Alben zu finden, dafür aber zahlreiche Lieder, die den Stil imitierten.

## Verbreitung
Nightcore machten um ihre Musik und ihre Produktionstechnik ein Geheimnis. 2008 begann der YouTube-Nutzer maikel6311, Lieder von Nightcore, die sich zwischenzeitlich aufgelöst haben, hochzuladen und mit Videos aus Animes und japanischen Computerspielen zu unterlegen. Nachdem er durch Zufall über einen neuen Nightcore-Song stolperte, begann er selbst einige Tracks zu komponieren. Dabei verwendete er die Nightcore-Formel, also die Geschwindigkeit um 25 % und die Tonhöhe um einige Halbtonschritte heraufzusetzen. Zunächst blieb es dabei, doch als der Musikstil über verschiedene Foren immer populärer wurde, wurden diese ursprünglichen Regeln gebrochen. So wurde ein Nightcore-Track populär, der Evanescence sampelte. Insgesamt wurden anschließend viele verschiedene Genres, unter anderem K-Pop, J-Pop sowie Top-40-Pop, als Nightcore geremixt.
Etwa ab 2011 begann das Genre sich über Plattformen wie SoundCloud auszubreiten. lilangelboi veröffentlichte einige Alben über das SoundCloud-Label Manicure Records, die wiederum von Radio JACK댄스 aus London in dessen Soundcloud-Show populär gemacht wurden.
2014 gründeten sich das Twitter-Kollektiv Coaster Crew, das als Beginn einer neuen Welle von Produzenten gesehen wird, die von dort aus das Genre weiter popularisierte. So gründeten sich zahlreiche Podcasts und Radioshows, die das Genre bedienten. Neben Manicure Records kam PC Music aus London dazu, das auch diverse Alben und Singles von Künstlern wie GFOTY, easyfun und Hannah Diamond veröffentlichten, die dem Genre zuordenbar sind.
Eine wirklich kommerzielle Ausrichtung des Genres blieb bislang aus. Einzelne Videos auf YouTube erreichen zwar Millionen-Aufrufe, aber aus dem Kreis der Künstler trat bisher keiner kommerziell in Erscheinung. Dafür finden sich zu fast jedem Pop-Hit der letzten Jahre Nightcore-Versionen auf YouTube und SoundCloud. Die leichte Produktionsweise führte außerdem dazu, dass sich das Genre rasch als Meme verbreitete. Wie bereits durch maikel6311 popularisiert, sind die meisten Videos mit Anime-Bildern unterlegt. Zudem fand ein Remix von Lukas Grahams Hit 7 Years Erwähnung durch David Turner auf MTV. Auch Vice berichtete 2016 über das Phänomen und Dictionary.com nahm den Terminus in ihr Lexikon auf. Ende 2016 nahm DJ Amber Giles, auch bekannt als Mija, einige Songs des Genres auf ihre DJ-Tour.

## Weitere Verwendung
- Als Remix-Technik wird das Genre auch als Nightcore Edit bezeichnet.
- Inspiriert von dem Genre zeigte sich das US-amerikanische Musikduo 100 Gecs.[10]
- Das Rhythmusspiel osu! verwendet eine Mod namens Nightcore zur Schwierigkeitserhöhung.

## Belege
1. 1 2 3 4  Nest HQ's Guide to Nightcore - NEST HQ. 18. September 2016, archiviert vom Original (nicht mehr online verfügbar) am 18. September 2016; abgerufen am 20. Oktober 2020 (englisch).  Info: Der Archivlink wurde automatisch eingesetzt und noch nicht geprüft. Bitte prüfe Original- und Archivlink gemäß Anleitung und entferne dann diesen Hinweis.
2. ↑  :!: Nightcore is Hardcore :!:. 14. Februar 2004, archiviert vom Original am 14. Februar 2004; abgerufen am 20. Oktober 2020.  Info: Der Archivlink wurde automatisch eingesetzt und noch nicht geprüft. Bitte prüfe Original- und Archivlink gemäß Anleitung und entferne dann diesen Hinweis.
3. 1 2  David Turner: Seven '7 Years' EDM Remixes For Your Memorial Day Weekend. Abgerufen am 20. Oktober 2020 (englisch).
4. 1 2  Heath Harshman: Why We Welcome Nightcore As The Next Breakout Genre. In: Dance Music NW. 25. Juli 2015, abgerufen am 20. Oktober 2020 (amerikanisches Englisch).
5. ↑  Kezia Cochrane: A Beginner’s Guide to Nightcore. In: Bandcamp. 11. Januar 2019, abgerufen am 20. Oktober 2020.
6. ↑  Nightcore. In: Knowyourmeme.com. Abgerufen am 20. Oktober 2020.
7. 1 2  Douglas Markowitz: Mija Brings FK a Genre Tour to the Hangar This Week. 6. Dezember 2016, abgerufen am 20. Oktober 2020.
8. ↑  Rob Arcand: How Nightcore Became Your Favorite Producer's Favorite Genre. In: Vice. Abgerufen am 20. Oktober 2020 (englisch).
9. ↑  nightcore. In: Dictionary.com. Abgerufen am 20. Oktober 2020 (amerikanisches Englisch).
10. ↑  The brilliant pop anarchy of 100 gecs. In: TheFader.com. Abgerufen am 20. Oktober 2020 (englisch).